# شهرستان پینگشیانگ
شهرستان پینگشیانگ (به لاتین: Pingxiang County) یک منطقهٔ مسکونی در چین است که در شینگتای واقع شده‌است. شهرستان پینگشیانگ ۴۰۶ کیلومتر مربع مساحت و ۲۸۰٬۰۰۰ نفر جمعیت دارد و ۳۴ متر بالاتر از سطح دریا واقع شده‌است.